# Barbatula araxensis
Barbatula araxensis är en fiskart som först beskrevs av Banarescu och Nalbant, 1978.  Barbatula araxensis ingår i släktet Barbatula och familjen grönlingsfiskar. Inga underarter finns listade.